# Albrecht Rabe
Albrecht Rabe (* um 1380; † nach 1422) war Amtmann in Plauen.

## Leben
Am 4. Juni 1422 weilte er u. a. neben Graf Oswalt von Truhendingen, Conrad von Aufseß, Hans von Sparneck auf dem Schloss Schleiz, wo ein Landfriedensbündnis zur Sicherung der Landstraßen gegen Räuberei und Plackerei zwischen Kurfürst Friedrich von Brandenburg und den Landgrafen Friedrich der Ältere, Wilhelm und Friedrich der Jüngere von Thüringen abgeschlossen und gegenseitige Hilfe zugesagt wurde. Albrecht Rabe musste sich verpflichten, dafür Sorge zu tragen, dass sein Nachfolger in der Funktion des Amtmanns in Plauen sich in Weida zum abgeschlossenen Landfriedensbündnis bekennen sollte.